# شتاینالبن
شتاینالبن (به آلمانی: Steinalben) یک شهر در آلمان است که در زودوستپفالتس واقع شده‌است. شتاینالبن ۴۵۲ نفر جمعیت دارد.